# Hiersac
Hiersac – miejscowość i gmina we Francji, w regionie Nowa Akwitania, w departamencie Charente.
Według danych na rok 1990 gminę zamieszkiwało 966 osób, a gęstość zaludnienia wynosiła 131 osób/km² (wśród 1467 gmin regionu Poitou-Charentes Hiersac plasuje się na 322. miejscu pod względem liczby ludności, natomiast pod względem powierzchni na miejscu 974.).